# Indiana Pacers 2005-2006
La stagione 2005-06 degli Indiana Pacers fu la 30ª nella NBA per la franchigia.
Gli Indiana Pacers arrivarono terzi nella Central Division della Eastern Conference con un record di 41-41. Nei play-off persero al primo turno con i New Jersey Nets (4-2).

## Roster
| N° | Naz.                   | Ruolo | Sportivo             | Anno | Alt. | Peso |
| -- | ---------------------- | ----- | -------------------- | ---- | ---- | ---- |
| 1  | Stati Uniti (bandiera) | A     | Stephen Jackson      | 1978 | 203  | 99   |
| 3  | Lituania (bandiera)    | G     | Šarūnas Jasikevičius | 1982 | 193  | 88   |
| 4  | Stati Uniti (bandiera) | A     | Eddie Gill           | 1978 | 183  | 86   |
| 7  | Stati Uniti (bandiera) | AC    | Jermaine O'Neal      | 1978 | 211  | 103  |
| 8  | Stati Uniti (bandiera) | G     | Anthony Johnson      | 1974 | 191  | 86   |
| 10 | Stati Uniti (bandiera) | AC    | Jeff Foster          | 1977 | 211  | 107  |
| 11 | Stati Uniti (bandiera) | G     | Jamaal Tinsley       | 1978 | 191  | 88   |
| 13 | Stati Uniti (bandiera) | C     | David Harrison       | 1982 | 213  | 127  |
| 15 | Stati Uniti (bandiera) | A     | Ron Artest           | 1979 | 198  | 111  |
| 16 | Serbia (bandiera)      | GA    | Predrag Stojaković   | 1977 | 206  | 100  |
| 20 | Stati Uniti (bandiera) | GA    | Fred Jones           | 1979 | 193  | 95   |
| 24 | Stati Uniti (bandiera) | A     | Jonathan Bender      | 1981 | 211  | 92   |
| 33 | Stati Uniti (bandiera) | A     | Danny Granger        | 1983 | 203  | 102  |
| 44 | Stati Uniti (bandiera) | A     | Austin Croshere      | 1975 | 206  | 107  |
| 52 | Stati Uniti (bandiera) | A     | Samaki Walker        | 1976 | 206  | 109  |
| 62 | Stati Uniti (bandiera) | C     | Scot Pollard         | 1975 | 211  | 120  |

## Staff tecnico
- Allenatore: Rick Carlisle
- Vice-allenatori: Kevin O'Neill, Dan Burke, Chad Forcier, Chuck Person
- Preparatore atletico: Josh Corbeil